# Problema de càlcul de Steiner

El problema de Steiner, formulat i resolt per Steiner (1850), és el problema de trobar el màxim de la funció
{\displaystyle f(x)=x^{1/x}.\,}
Duu el nom del matemàtic suís Jakob Steiner.
El màxim es troba a {\displaystyle x=e}, on e denota la base del logaritme natural. Això es pot determinar resolent el problema equivalent de maximitzar
{\displaystyle g(x)=\ln f(x)={\frac {\ln x}{x}}.}
Aplicant el test de la primera derivada, la derivada de {\displaystyle g} és
{\displaystyle g'(x)={\frac {1-\ln x}{x^{2}}},}
així que {\displaystyle g'(x)} és positiu per {\displaystyle 0<x<e} i negatiu per {\displaystyle x>e}, cosa que implica que {\displaystyle g(x)} – i, per tant, {\displaystyle f(x)} – és creixent per {\displaystyle 0<x<e} i decreixent per {\displaystyle x>e.} Així doncs, {\displaystyle x=e} és l'únic màxim global de {\displaystyle f(x).}